# Periquito-cabeça-de-ameixa
O periquito-cabeça-de-ameixa (nome científico: Psittacula cyanocephala) é uma espécie de ave pertencente à familia Psittacidae e ao gênero Psittacula. É endêmica do subcontinente indiano, prosperando em áreas de florestas, onde fazem das árvores seu habitat, e as usam para a reprodução.

## Características
É a menor espécie do gênero Psittacula, pesando cerca de 90 g, seu tamanho é de aproximadamente 33 cm, e podem viver até 30 anos. é uma ave que em cativeiro apresenta comportamento dócil e são bastante amigáveis, o que facilitou sua domesticação. Possui dimorfismo sexual, com os machos possuindo a cabeça de coloração vermelho-arroxeada e um anel preto em torno de seus pescoços, eles também possuem uma mancha vermelha em suas asas. Já as fêmeas, possuem a cabeça com uma coloração cinza azulada e há a ausência de manchas vermelhas nas asas.

## Alimentação
Em cativeiro, podem ser alimentados com mistura para psitacídeos de médio porte, frutas e legumes também podem ser acrescentados na dieta dessas aves.

## Reprodução
Atingem a maturidade sexual entre os 2 e 3 anos, com o período reprodutivo indo de agosto a janeiro. A postura varia de 3 a 6 ovos e o tempo de incubação varia de 22 e 24 dias. Os machos e as fêmeas alimentam os filhotes até que eles completem 7 semanas de vida.